# Peter May
Peter May (20 de diciembre de 1951) es un novelista y guionista televisivo británico. Ha recibido varios premios en Europa y América. Blackhouse ganó el Premio Barry de los EE. UU. a Novela negra del Año y el premio de literatura nacional en Francia, el CEZAM Prix Litteraire. En 2014 Entry Island  ganó el Deanston a Novela negra del Año y en el Reino Unido el ITV Club del Libro al Thriller de Delito Más Leído del Premio de Año. Los libros de May han vendido más de dos millones de copias en el Reino Unido y varios millón internacionalmente.

## Primeros años
Peter nació en Glasgow. Inició su carrera como periodista porque quería ganarse la vida escribiendo. Hizo su primer intento serio de escribir una novela a la edad de 19. Envió su manuscrito a Collins donde fue leído por Philip Ziegler, quién la rechazó pero le animó a seguir escribiendo. A la edad de 21,  ganó el Fraser y estuvo nombrado Periodista Joven del Año. Empezó a escribir para El Scotsman y el Glasgow Evening Times. A la edad de 26, su primera novela, El Reportero, fue publicada. Llamó la atención de la BBC, que le propuso adaptarla a televisión y así fue como en 1978 empezó a escribir en exclusiva para televisión.

## Carrera televisiva
El Reportero se convirtió en una serie de 13 capítulos titulada The Estándard en 1978. Luego escribió otra serie de televisión para la BBC – Escuadrón– sobre la RAF. En los siguientes quince años creó y escribió seriales importantes para BBC y la Red Televisiva Independiente en el Reino Unido que incluye Machair la cual cocreó con Janice Hally para la Televisión escocesa.  El serial fue la primera obra televisiva importante en ser hecha en lengua gaélica y estuvo rodada enteramente en la Isla de Lewis ubicada en las islas Hébridas Exteriores. El serial consiguió un 33% de audiencia y se mantuvo alto a pesar del hecho que lo tuvieron que subtitular. Durante su tiempo en televisión, May escribió las novelas Hidden Faces (1981) y Noble Path (1992), y en 1996 dejó televisión para dedicar su tiempo a escribir novelas.

## Conexiones chinas
Regresando a sus novelas, su "serie de Thrillers" en China ha sido publicada alrededor del mundo. Para investigar la serie, Peter May hizo viajes anuales a China y habló con patólogos forenses y detectives.  Obtuvo acceso a secciones de ciencia forense de Beijing y Shanghái y ha hecho un estudio de la metodología de la policía china y sus sistemas de patología forense.
La asociación de Escritores de Delito chinos le hizo miembro honorario. Es el único occidental en recibir tal honor. También contribuye con una columna mensual a la Revista de Policía china Policía Mundial Contemporánea.

## Conexiones francesas
May vive en Francia y sus Thrillers de China han recibido varios nombramientos para premios en este país.  En 2007 ganó el Premio Intramuros. Este premio es único en Francia porque es otorgado por los presos franceses.  Los autores tienen que viajar a varias prisiones francesas para ser entrevistados por los detenidos (sic). Recibió el premio en el festival literario Polar&Co de Cognac.
"The Enzo Files", está ambientada en Francia y se centra en el trabajo del medio-italiano medi-escocés Enzo Macleod. Este científico forense y profesor de biología en una universidad francesa aplica los métodos científicos más modernos para solucionar casos antiguos.
Cuándo escribió "El Crítico", ambientado en la industria del vino, May tomó un curso de cata de vino, vendimió y estuvo invitado por los cosecheros de la región en diciembre de 2007.
En abril de 2016, después de que 15 años en Francia, May tomo la nacionalidad francesa.

## Videojuego Second Life
Mientras trabajaba en su thriller 'Virtualmente Muerto', May se creó un avatar en el mundo en línea de Second Life llamado Flick Faulds, detective privado. Pasó un año en Second Life, trabajando como detective privado virtual, y estuvo contratado por clientes para casos que iban desde protección de acosadores virtuales a vigilancia e investigaciones de infidelidades, también virtuales. May dice haber tenido un 100% de éxito.

## Trilogía Lewis
Después de ser rechazado por todos los editores británicos importantes, The Blackhouse (el primer libro de la Trilogía) fue publicado en Francia y era inmediatamente nominado para varios premios literarios en el país galo.
Ganó el Prix des Lecteurs en Le Havre Ancres Noires Festival en 2010 y ganó el premio de literatura nacional francés, el Cezam Prix Littéraire Inter CE en una ceremonia de premio en Estrasburgo en octubre de 2011. Blackhouse fue comprado por los editores británicos Quercus. Es el primero de los tres libros ambientados en las Islas Hebridas Exteriores, un archipiélago de la costa de Escocia.
El segundo libro en la trilogía, 'The Lewis Man' estuvo publicado en enero de 2012.  Ha ganado el Prix des Lecteurs en Le Havre Ancres Noires Festival, 2012 y el Prix des Lecteurs du Télégramme.
El tercer libro en la trilogía, 'The Chessmen' estuvo publicado en enero de 2013. La Trilogía ha vendido más de un millón de copias en el Reino Unido.

## Entry Island
Fue su primer libro después de la Lewis Trilogía, ganó el Deanstons Libro de Delito escocés del Año 2014,  el premio nacional, Specsavers ITV Club de Libro de Thriller de Delito Más Leído del Año 2014 y el francés Trophée 813 para la Novela de Delito Extranjera Mejor del año 2015.

## Runaway
'Runaway' Es una novela que May basó en las experiencias reales que tuvo al salir de Glasgow buscando fama y fortuna en Londres con miembros de un grupo musical. La historia alterna dos épocas: 1965 dónde los adolescentes embarcan en un viaje que tiene consecuencias trágicas, y 2015, donde se reencuentran para solucionar un asesinato.

## Coffin Road
Publicado en el Reino Unido en 2016, es un thriller ambientado en la Isla de Harris. La historia tiene un tema ecológico que implica a compañías farmacéuticas y muerte de colmenas de abejas. A pesar de que no forma parte de la trilogía Lewis, aparece también George Gunn.